# João Tomás de Cantuária
João Tomás de Cantuária (Porto Alegre, 24 de setembro de 1835 — Rio de Janeiro, 20 de março de 1908) foi um marechal brasileiro, que foi Ministro da Guerra, durante o governo Prudente de Morais.

## Carreira Militar
João Tomás de Cantuária nasceu na antiga província do Rio Grande do Sul, no dia 24 de setembro de 1835.
Assentou praça a 30 de março de 1854, no 1º Regimento de Artilharia a Cavalo, em São Gabriel. Chegou a alferes-aluno em 14 de abril de 1855 e foi promovido a segundo-tenente em 2 de dezembro de 1857. Concluiu o curso de artilharia e mais o quarto ano pelo regulamento de 1853, na Escola Militar. Na já então denominada Escola Central, recebeu o grau de bacharel em matemática e ciências físicas e foi promovido a primeiro-tenente, em 2 de dezembro de 1860. Em dezembro de 1862, na mesma instituição, obteve o título de engenheiro civil pelo regulamento de 1860.
Participou da Guerra contra Aguirre, em 1864. Iniciada a Guerra do Paraguai (1864-1870), participou da expedição organizada para invadir aquele país pelo Mato Grosso. Serviu na comissão de engenheiros e comandou o Corpo Provisório de Artilharia. Pelos serviços prestados durante essa expedição, foi promovido a capitão em 22 de janeiro de 1866 e comissionado no posto de major em 13 de novembro do mesmo ano. Tomou parte em vários combates, tendo sido artilheiro da Retirada da Laguna, ocorrida em 1867, da qual é considerado um dos heróis. Por sua atuação durante toda a guerra, foi agraciado com o título de cavaleiro da Ordem de São Bento de Aviz, em 24 de janeiro de 1871. Recebeu, ainda, a medalha concedida às Forças Expedicionárias da província de Mato Grosso, e a medalha da Guerra do Paraguai. Além destas, foi condecorado com as medalhas concedidas pela República da Argentina e pela República do Estado Oriental do Uruguai, referentes ao mesmo conflito.
Regressando ao Rio de Janeiro, passou a servir no Arsenal de Guerra da Corte. Em março de 1874 foi transferido da arma de artilharia para o Corpo de Estado-Maior de primeira classe. Em 22 de junho de 1875, foi confirmado no posto de major, por merecimento. Em novembro de 1885, foi nomeado diretor da Fábrica de Pólvora Estrela, localizada em Magé. No dia 11 de abril de 1887, foi promovido por merecimento a tenente-coronel. Em março de 1888, foi designado comandante geral do então Corpo de Polícia da Corte. Em 19 de junho de 1889, recebeu o título de comendador da Ordem de Cristo. No mês seguinte, deixou o Corpo de Polícia para dirigir uma seção da Diretoria Geral de Obras Militares.
Após a Proclamação da República, em 15 de novembro de 1889, assumiu o comando da Escola Militar da Capital Federal. Em 7 de janeiro de 1890, foi promovido a coronel por serviços relevantes. Fez parte da comissão encarregada de elaborar um novo regulamento reorganizando o ensino nas escolas do Exército. Em 1º de setembro de 1890, foi nomeado oficial da Ordem Militar de Aviz.

## Oficial General

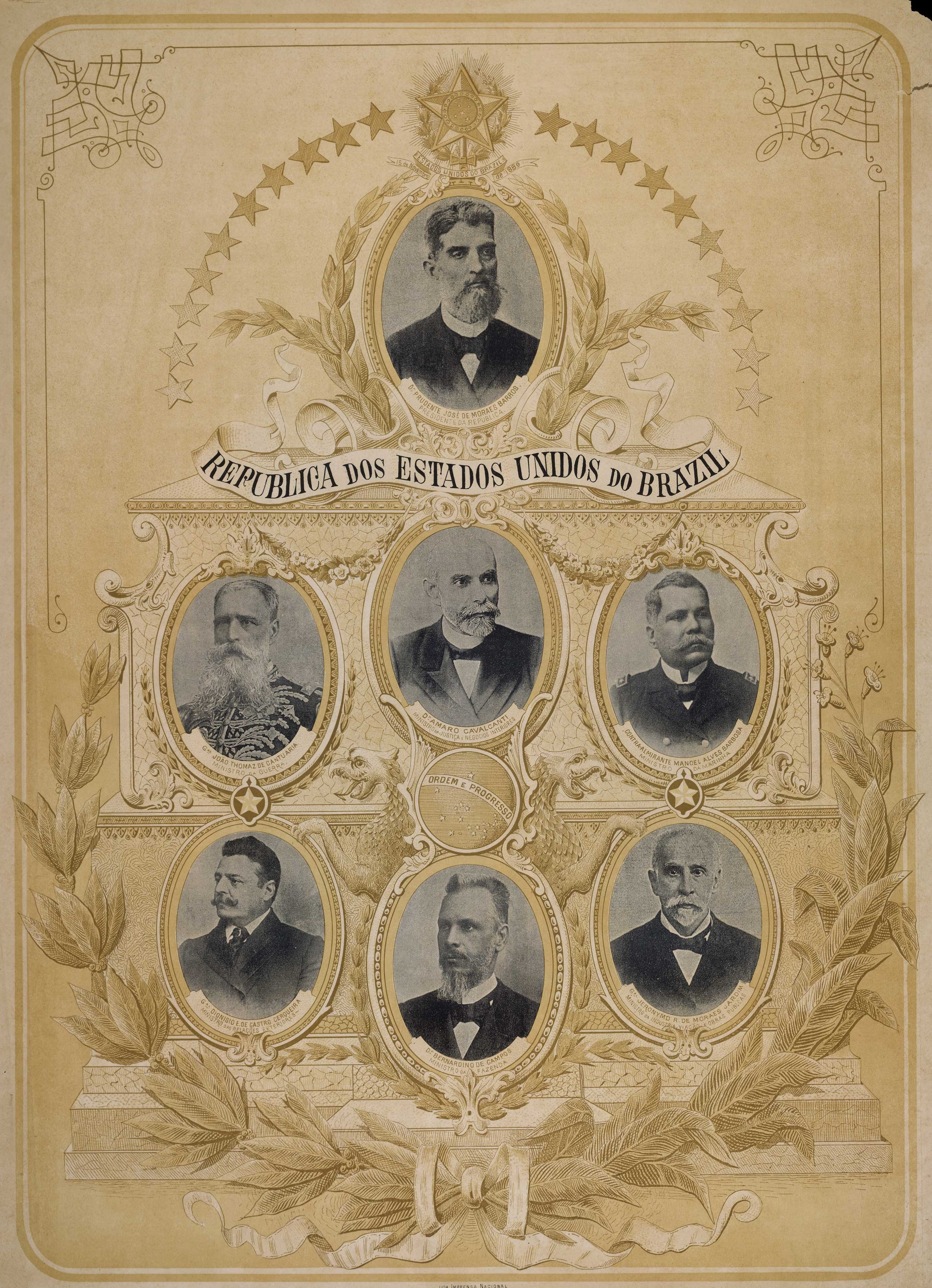
Publicação da Imprensa Nacional que retrata Tomáz Cantuária como Ministro da Guerra no governo Prudente de Moraes.

Promovido a general de brigada a 7 de abril de 1892, no dia 30 daquele mês foi nomeado diretor do Arsenal de Guerra do Rio de Janeiro, função que desempenharia até 1896. Durante a presidência de Prudente de Morais, foi promovido a general de divisão, em 12 de julho de 1895. Em 1896, exerceu o comando do 6º Distrito Militar, que abrangia o estado do Rio Grande do Sul. Nessa função, foi incumbido de consolidar da Paz de Pelotas, que fora celebrada em 23 de agosto de 1895, pondo fim à Revolução Federalista. Em seguida, foi designado comandante do 3º Distrito Militar, que era formado pelos estados da Bahia, Sergipe e Alagoas. Desempenhou a função entre março e maio de 1897. Um dia antes, em uma reunião de gabinete, o presidente Prudente de Morais mostrara-se insatisfeito com a atuação do então ministro da Guerra, general Francisco de Paula Argolo. Imediatamente Argolo pediu exoneração e foi substituído pelo marechal Carlos Machado Bittencourt. Para assegurar o comando da administração central do Exército, o novo ministro nomeou Cantuária ajudante-general do Exército.
Diante das dificuldades surgidas durante as missões enviadas a Canudos, o ministro Bittencourt afastou-se do cargo e viajou para a Bahia para comandar pessoalmente as tropas do Exército em combate. Devido ao afastamento do titular, entre 2 de agosto e 26 de outubro de 1897, o general Cantuária respondeu interinamente pelo Ministério da Guerra. Em 7 de novembro, assumiu definitivamente a pasta, em decorrência do assassinato do marechal Bittencourt, ocorrido dois dias antes em uma cerimônia de recepção às tropas vitoriosas em Canudos, realizada no Arsenal de Guerra da capital federal. Em 9 de novembro, o general Cantuária foi condecorado com o título de cavaleiro da Ordem da Rosa. Comandou a pasta da Guerra até 15 de novembro de 1898, quando teve início o governo Campos Sales, sendo substituído pelo marechal João Nepomuceno de Medeiros Mallet.
Pouco antes de se afastar do Ministério, foi nomeado ministro do Superior Tribunal Militar, cargo que exerceu de 3 de outubro de 1898 até seu falecimento.
O Estado-Maior do Exército foi criado pela Lei nº 403, de 24 de outubro de 1896. Cantuária foi seu primeiro Chefe, entre 23 de janeiro de 1899 e 9 de dezembro de 1902. Durante esse período, desempenhou novamente, entre 30 de abril e 24 de maio de 1900, o papel de ministro da Guerra, em substituição ao general Mallet que estava enfermo. Em 28 de junho de 1900, foi promovido a marechal. Em 24 de maio de 1902, recebeu a Medalha Militar de Ouro, por possuir mais de 30 anos de serviço.
Foi reformado em 19 de julho de 1905. Possuía, também, o título de cavaleiro da Ordem do Cruzeiro. Faleceu no Rio de Janeiro, em 20 de março de 1908. Era viúvo e pai de um casal de filhos.